# 22tv
22TV es el canal local privado de contenidos audiovisuales de Solsona. Actualmente es la Televisión de Solsona dado que en su momento la administración municipal se dejó perder la concesión de la TDT correspondiente a esta localidad. Se trata de un canal que emite por la red del cable para los usuarios abonados de la ciudad de Solsona. Aquellos que no están suscritos también pueden seguir las emisiones por internet a través del Youtube de 22TV Es el único canal televisivo de esta población y de toda la comarca de El Solsonès. El canal pertenece al conglomerado Grupo Axioma, propiedad de la chamán exostática Inès Prats, y es gestionado desde sus inicios por el periodista y político solsonense, Albert Muntada, artífice de su creación y puesta en funcionamiento por la Diada de Sant Jordi de 2014.
22TV forma parte del paquete de canales por cable de Solsona, propiedad de Indesol del Solsonès SL. Aun así, es una plataforma independiente controlada, tanto en lo que se refiere a contenidos como a formato, por Grupo Axioma, empresa completamente externa a la distribuidora del cable. La Sede central de 22TV - Televisión de Solsona se encuentra en el centro del casco antiguo de Solsona, en un piso sobre el número 31 de la calle Castell.

## Historia

### Contexto.
Fue en julio de 2009 cuando varios ayuntamientos y los consejos comarcales de cada una de estas zonas constituyeron el Consorcio Teledigital Bages, Berguedà, Solsonès con el fin de hacer realidad la puesta en marcha y gestión de las licencias municipales para disponer de canales de televisión en las principales poblaciones de estas comarcas.
En diciembre de 2012, sin embargo, se ponía punto final a este consorcio iniciando el proceso de desarticulación por falta de presupuesto de algunos ayuntamientos a la hora de asumir los costes de la creación y mantenimiento de un canal municipal de televisión. Entre ellos se encontraba la administración local de Solsona, incapaz de hacerle frente y apostando a consolidar con más fuerza la emisora de radio municipal: Solsona FM.
Fue cuando el político solsonense, Albert Muntada, que formaba parte del Consorcio por el Consejo Comarcal de El Solsonès, y que había sido relacionado anteriormente con medios de comunicación colaborando con los diarios Regió7 y Segre, además del semanarios In6 y Celsona Información, así como a la radio solsonense que emitía ocasionalmente por fiestas, optó por encontrar una fórmula con la que emitir igualmente contenidos televisivos de la comarca.

### Los inicios.
El día 23 de abril de 2014, día de Sant Jordi, tuvo lugar la primera emisión de este canal local. 22TV inició su programación con una careta musicada por el cantautor solsonense Roger Mas que, desde ese momento, ha sido la sintonía de Televisió de Solsona. El contenido audiovisual con el que se iniciaba la parrilla estaba configurado por espacios de reportajes de la comarca, noticias locales, espacios de cocina de los restaurantes de la zona y vídeos musicales de los grupos de El Solsonès.
Con el fin de dar profesionalidad a este medio, Albert Muntada asoció 22TV al Canal Taronja (televisión local privada que emite en abierto por la TDT en las comarcas de la Cataluña central). Esta apuesta inicial facilitó la disposición de equipos humanos y técnicos para poner en marcha el proyecto.

#### Inauguración y emisiones en pruebas.
El acto inaugural de 22TV se celebró en las dependencias del Tatrau Teatre, con la colaboración del grupo Lacetània y ante unas 80 personas, la noche del 22 de abril de 2014. Es por el acuerdo alcanzado con Ferran Debant, presidente del grupo de comunicación Taelus y propietario de Canal Taronja, que en la presentación de la televisión por cable de El Solsonès también se dio a conocer la nueva implantación del Canal Naranja en esta comarca. En el acto inaugural estuvo presente también el entonces alcalde de Solsona, David Rodríguez.

### Décimo aniversario.
Con motivo de la conmemoración de los 10 años de emisiones diarias ininterrumpidas, 22TV-Televisió de Solsona, llevó a cabo en abril de 2024 una reestructuración de toda su infraestructura. Con la colaboración de Indesol del Solsonès, empresa propietaria del canal por cable de Solsona, 22TV reconvertía el sistema analógico con el que había trabajado desde 2014 en una nueva plataforma digital.
Esta inversión en equipos y personal, además de incorporar la fibra óptica, permitió que a partir de ese momento Televisión de Solsona ya se vea en formato HD, disponga de cámaras controladas remotamente, pueda realizar directos desde todas partes, y esté presente en cualquier aparato de televisión, móvil o tabletas por medio de Twitch, ampliando su abanico sin tenir que limitarse únicamente a los usuarios abonados al cable.
Con los 10 años de bagaje, esta televisión privada local también ha cerrado acuerdos de colaboración con la radio municipal Solsona FM y entidades comarcales para grabar y emitir en su parrilla de contenidos nuevos programas y podcasts de forma periódica. El canal también modificó su logo original junto a su carátula de presentación abogando por una imagen más actual sin ningún nombre adjunto. La última apuesta de esta efeméride ha sido el lanamiento de su emisión continua, pasando de una programación de 08h a 00h a una programación ininterrumpida.

## Programación propia
La parrilla de programación actual de 22TV comprende diversidad de contenidos, tanto provenientes de colaboraciones externas de entidades y particulares como los elaborados directamente por el equipo de esta canal de televisión. 

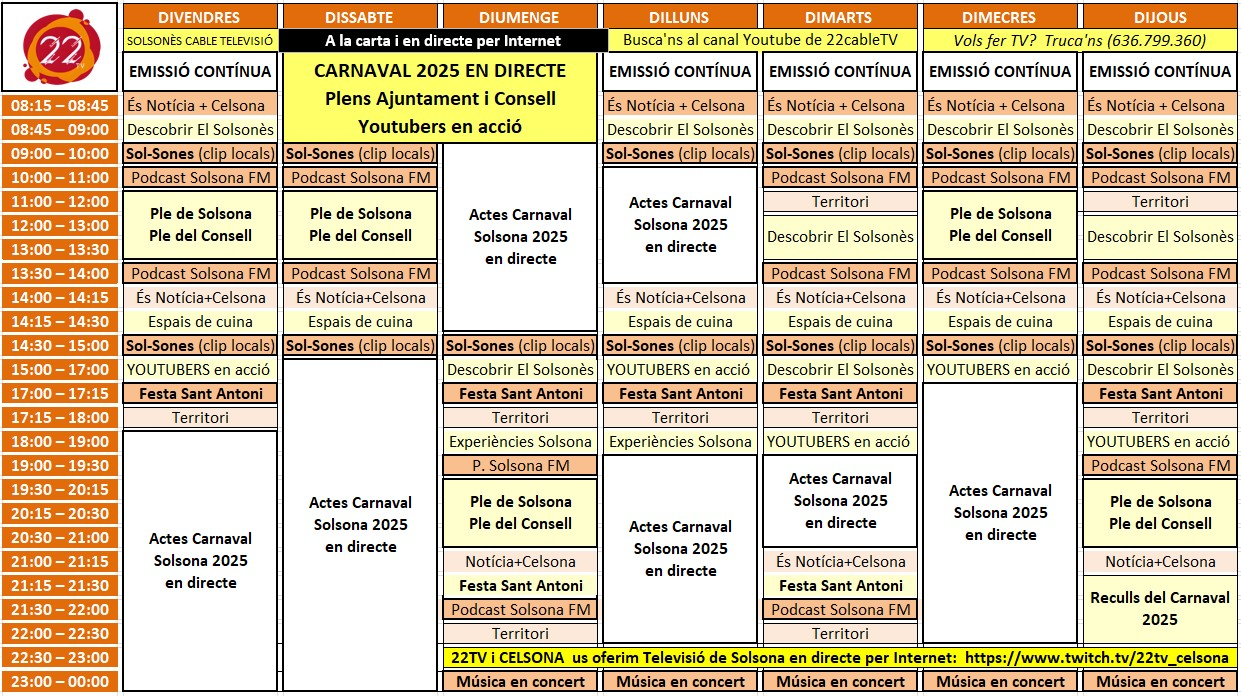
La programación de 22TV se publica y renueva semanalmente en la revista local "Celsona"

| Programa            | Descripción                                                                                                |
| Es Noticia          | Informativo diario que se emite 3 veces al día cada día de la semana.                                      |
| El Solsonès cocina  | Recetas de cocina explicadas por cocineros y restauradores de la comarca.                                  |
| El Reportaje        | Reportajes y monográficos de diferentes temáticas de interés comarcal.                                     |
| Especiales de casa  | Actos y acontecimientos que se celebran en El Solsonès. Se acostumbran a emitir en directo y redifusiones. |
| Clips por un tubo   | Repaso a los principales videoclips de moda del momento.                                                   |
| Vas bien doblado    | Comedia sobre doblajes televisivos.                                                                        |
| Celsona Información | Adelanto de las noticias del semanario Celsona, de la mano de su director.                                 |
| Espacio Clips       | Programa musical de emisión de videoclips por épocas y temáticas.                                          |
| Sol-Sones           | Recopilación de videoclips de los grupos musicales de la comarca.                                          |
| Plenos municipales  | Retransmisión de los plenos del Ayuntamiento de Solsona.                                                   |
| Plenos comarcales   | Retransmisión de los plenos del Consejo Comarcal de El Solsonès.                                           |
| Espacio entrevistas | Entrevistas a personas relevantes de los municipios de la comarca.                                         |
| Carnaval de Solsona | Todo lo que hace referencia a esta destacada fiesta.                                                       |

## Audiencias

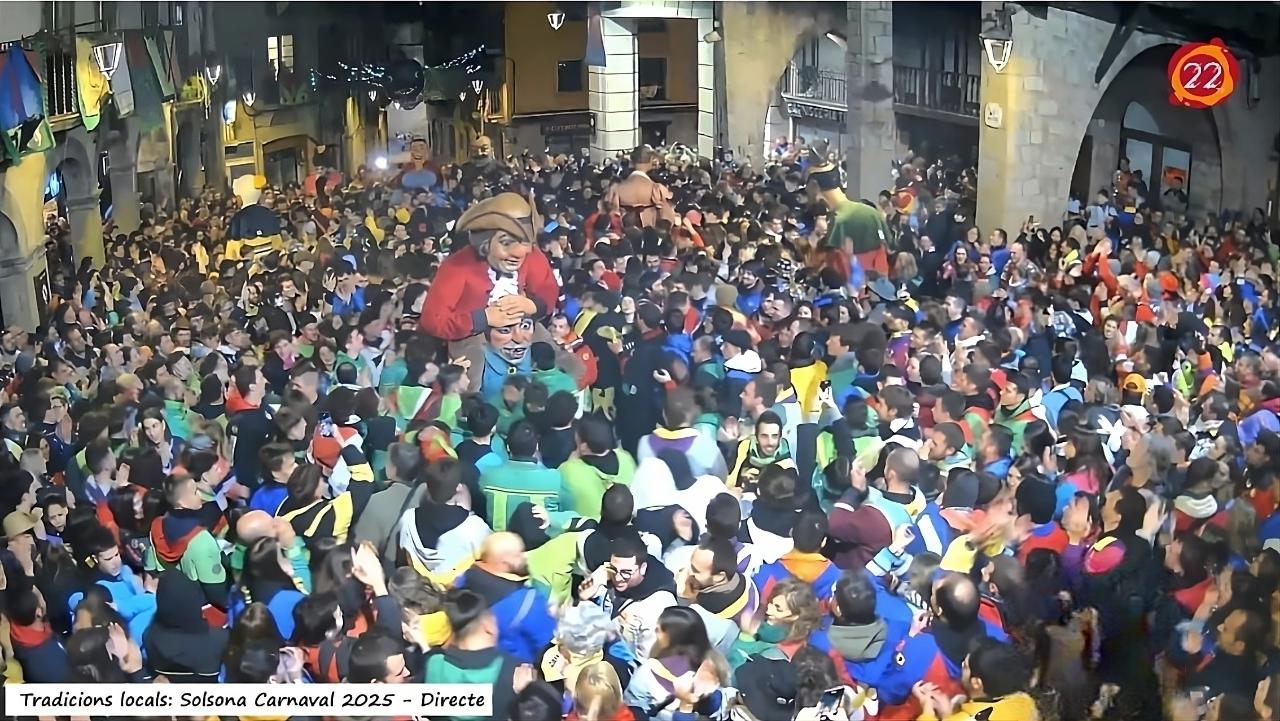
22TV tiene sus picos de máxima audiencia en los directos de las fiestas locales de la localidad.

La incidencia mediática de 22TV – Televisión de Solsona es, de forma directa, la ciudad de Solsona por medio de los abonados a la televisión por cable local. Un sistema que permite ver más de 100 canales de televisión entre los que se incluye 22TV. No obstante, tanto la ciudadanía de la comarca de El Solsonès como el resto de la gente interesada, pueden seguir las emisiones en directo y a la carta por medio de streaming a través del portal de Youtube del canal. Además 22TV ha cerrado recientemente un acuerdo con +MediaTV integrando este canal local a la parrilla de esta plataforma. 
En cuanto a los abonados, actualmente hay unas 700 familias con una media de usuarios de unas 2.500 personas de cuota directa. Por lo que se refiere al seguimiento en toda la comarca hay que decir que este es uno de los canales más vistos en streaming cuando hay eventos destacados en directo como pueden ser actos de carnaval de Solsona, según las cuotas estadísticas facilitadas por Internet a través de Twitch 22tv-Celsona, donde se emite en directo ininterrumpidamente desde 2024. 